# حزب بعث
حزب بعث سوسیالیست عرب (عربی: حزب البعث العربي الاشتراكي‎) (عربی: البعث‎، ت. «رستاخیز»)، یک حزب سیاسی بود که توسط میشل عفلق، صلاح‌الدین بیطار و یاران زکی ارسوزی در سوریه تأسیس شد. این حزب از بعثیسم حمایت می‌کرد که ترکیبی از ملی‌گرایی عربی، پان‌عربیسم، سوسیالیسم عربی و امپریالیسم‌ستیزی بود. بعث، خواهان اتحاد جهان عرب در قالب کشوری واحد بود. شعار این حزب، «وحدت، آزادی، سوسیالیسم» بود که به وحدت اعراب و آزادی از کنترل و مداخله غیرعرب اشاره داشت.

## ایدئولوژی
دکترین حزب بعث، عمدتاً توسط میشل عفلق تدوین شد که به ویژه تحت‌تأثیر اندیشه‌های آندره ژید، رومن رولان، آناتول فرانس، مارکس و نیچه قرار داشت. میشل عفلق، پس از کودتای شاخه سوریه حزب بعث، از کشورش فرار کرد و پس از به قدرت رسیدن حزب بعث در عراق، به عنوان رهبر فکری جریان بعثی به مقام تشریفاتی دبیرکل حزب بعث عراق، انتخاب شد.
سوسیالیسم بعثی نیز بر پایه همکاری و تعاون اقشار اجتماعی استوار بود و نه براساس جنگ و مبارزه طبقاتی. از این رو بعثی‌ها با سوسیالیسم علمی (تفسیر مارکسیست‌ها از سوسیالیسم که آن را در تقابل با سوسیالیسم تخیلی قرار می‌دهند) مخالفند و اصولاً سوسیالیسم را نوعی ملی‌گرایی می‌دانند که به اعراب امکان می‌دهد تا نیروهای بالقوه خود را به ظهور برسانند. بعث، به جدایی دین از دولت معتقد است و اهمیتی که به اسلام می‌دهد صرفاً از دیدگاه قومی و فرهنگی است. حزب بعث همچنین از تندروترین جناح‌های ضد اسرائیل جهان عرب به حساب می‌آمد.

## تاریخچه
حزب بعث در ۷ آوریل ۱۹۴۷ در نتیجه ادغام جنبش بعث عرب به رهبری عفلق و بیطار و بعث عرب به رهبری ارسوزی، تأسیس شد. این حزب به سرعت در کشورهای عربی از جمله عراق و سوریه شاخه‌هایی تأسیس کرد. در ۱۹۵۲، حزب با حزب سوسیالیست عرب به رهبری «اکرم حورانی» ادغام شد و حزب سوسیالیست بعث عرب را به وجود آورد. ایجاد این حزب، موفقیتی نسبی بود و به دومین حزب بزرگ در مجلس سوریه بدل شد. این حزب ابتدا از پان‌عربیسم رهبران انقلاب ۱۹۵۲ مصر، سخت جانبداری می‌کرد و یکی از عوامل اتحاد سوریه و مصر به صورت جمهوری متحد عربی بود و در روزگار حکومت عبدالکریم قاسم در عراق، با او کشمکش‌های سخت و خونین داشت.
پس از منحل شدن تمام حزب‌ها در جمهوری متحد عربی، حزب بعث، به‌خصوص جناح اکرم حورانی، به مخالفت با جمال عبدالناصر پرداخت و پس از منحل شدن جمهوری متحد عربی در ۱۹۶۱، اندک اندک قدرت را در سوریه به‌دست گرفت و از ۱۹۶۳، حزب حاکم بر سوریه شد. اختلافات داخلی بین اعضا باعث شد تا در سال ۱۹۶۶، گروهی از این اعضا به رهبری صلاح جدید و حافظ اسد که در شاخه منطقه‌ای سوریه متمرکز شده بودند، علیه حکومت سوریه و شاخه ملی (فرا کشوری) حزب بعث، کودتا کرده و حکومت را به دست بگیرند. از این زمان، اختلاف بین شاخه سوریه و شاخه عراق حزب نیز اوج گرفت و دو سال بعد شاخه عراقی حزب هم به ایجاد سازمان مستقلی با نام حزب بعث اقدام کرد. از آن پس، دو حزب بعث در سوریه و عراق، با نام و ایدئولوژی یکسان، فعالیتی موازی را در جهان عرب سازمان‌دهی می‌کردند و هر یک شاخه‌های طرفدار خود را در کشورهای عربی، سازمان داده بودند. دشمنی این دو حزب در حدی بود که سوریه بعثی در جریان جنگ ایران و عراق، تنها کشور عربی بود که به‌طور رسمی جانب ایران را گرفته بود و به ارسال کمک‌های نظامی به ایران، اقدام می‌کرد.